# Pons de Langeac
Pons de Langeac est le fils cadet du seigneur de Langeac et de Brassac, viguier d'Avignon et par deux fois Recteur du Comtat Venaissin.

## Biographie
En 1339, un an après le mariage de ses parents, naquit Pons II de Langeac, qui porta la sobriquet de Ponchon, le petit Pons.[réf. nécessaire] Ce damoiseau du diocèse de Clermont en Auvergne allait devenir un des capitaines les plus renommés du XIVe siècle : « Il était de son temps, l'un des plus notables, vaillants et hardis écuyers de tout le Pays, voire de ce Royaume ; il était ferme, constant et de bonne foi ». La réputation de son père n'était pas non plus à faire puisqu'en 1351 Pons 1er fut choisi pendant un an par le recteur Hugues de la Roche comme lieutenant du comtat Venaissin.
En 1370, Pons ordonna la construction du nouveau château de Brassac pour protéger ses terres face aux incursions anglaises ou des Grandes compagnies. Il fut achevé en 1383. Entre-temps, en 1381, il s'était enrôlé sous les ordres du maréchal Louis de Sancerre.

### Viguier d'Avignon
Au cours des mois de novembre et décembre 1388, Pons de Langeac, qui assumait la charge de viguier d'Avignon, entreprit d'organiser la défense de la rive gauche du Rhône. Clément VII, toujours aussi inquiet des mouvements de compagnies à la solde de Raimond de Turenne, fit recruter de nouvelles troupes et dépêcha Langeac en Gévaudan et à Rodez, via l'Auvergne, pour rencontrer Jean Ier, duc de Berry, Jean III d'Armagnac et Louis de Sancerre.

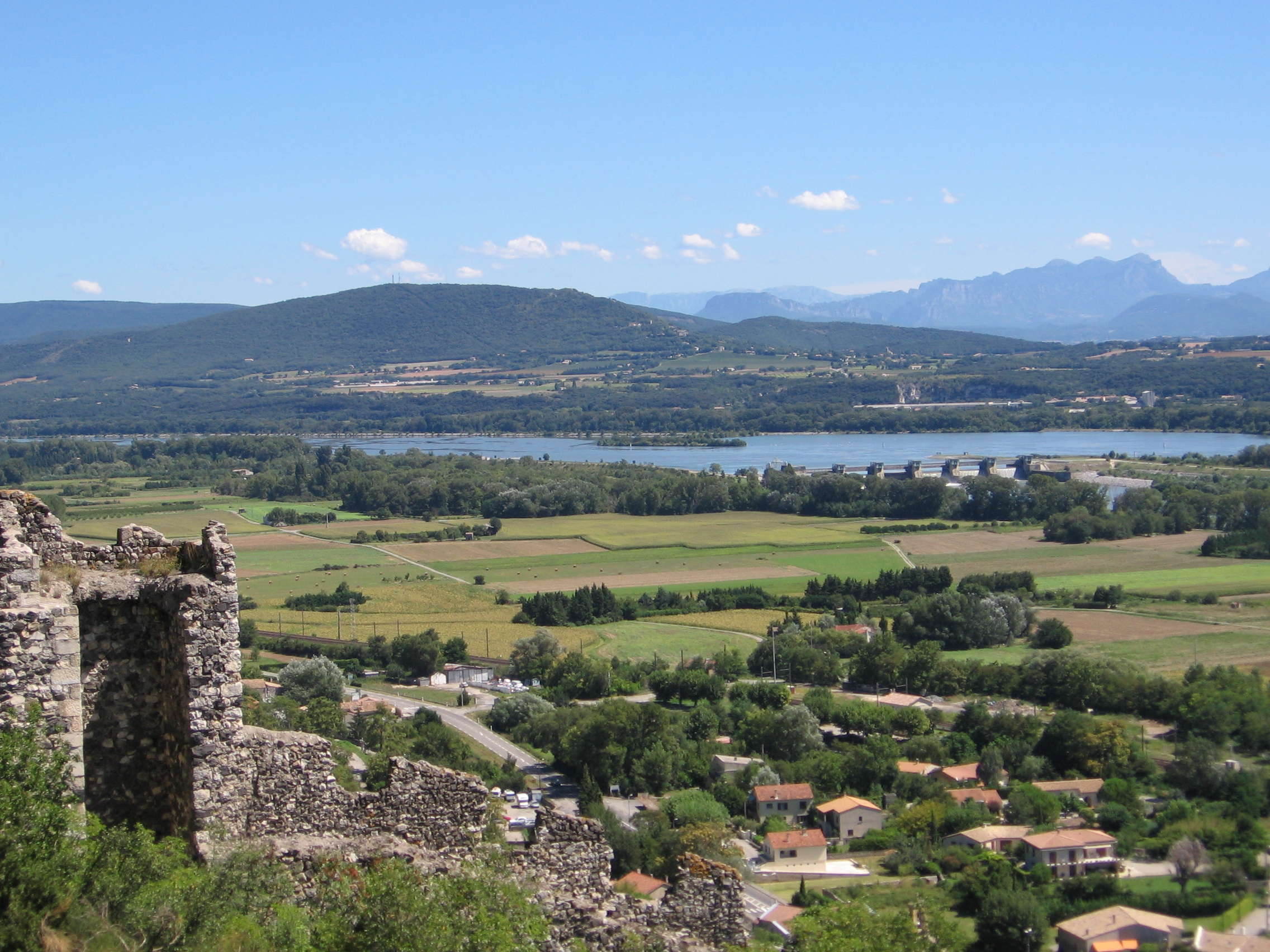
La vallée de la Valdaine s'ouvrant sur le Rhône

Le 10 janvier 1389, Clément VII, pas rassuré par la mission de son viguier, envoya un nouveau chevaucheur à l'archidiacre de Rodez. Le 22 janvier, Jean de Murol, évêque de Saint-Paul-Trois-Châteaux et cardinal de Saint-Vital, intervint à son tour en dépêchant le moine Jacques Bisson à Rodez avec mission de savoir si des gens d’armes se proposaient de venir attaquer Avignon. Dès la fin de janvier et le début février, Raymond de Turenne et ses troupes firent effectivement mouvement mais en direction de la Valdaine. Châteauneuf-de-Mazenc fut pris ainsi que Savasse et le péage de Leyne. Le vicomte menaçait désormais Montélimar, fief pontifical.

### Recteur du Comtat Venaissin
Pour faire face à la situation, en 1393, Clément VII nomma Pons de Langeac recteur du comtat venaissin. Celui-ci renouvela dans ses fonctions de lieutenant Pierre de Viminetto, moine de l'abbaye Saint-Victor de Marseille et prieur de Châteauneuf-de-Lovezan, dans le diocèse de Rodez. Ce moine guerrier avait été placé à ce poste par Henri de Sévery et reconfirmé par Odon de Villars.
Le 10 février 1394 à Avignon, le camerlingue de la Chambre apostolique - le ministère des finances pontificales - charge Pierre de Viminetto, lieutenant du recteur, de lever une taille sur le clergé du Venaissin pour organiser sa défense contre Raymond de Turenne. Ce commandement se trouve conservé dans les archives du Vatican.
Sur ordre du recteur du comtat, le 5 avril 1394 Astouaud de Mazan entrait avec ses troupes dans Montélimar. Il allait y établir son cantonnement pendant quarante-cinq jours. Face à cet apport de troupes, les soudoyés de Tristan le Bâtard invoquant une rupture de la trêve décidée entre les deux parties, firent prisonniers quelques paysans montiliens et s'emparèrent de leur bétail.

Les armes du vicomte Raymond de Turenne

L'importance des troupes pontificales rejointes par celles venues du comté de Valentinois était telle que Savasse et le péage de Leyne furent repris le 14 juin 1394. Pons de Langeac, le régent Guiran VII de Simiane et Astouaud de Mazan, après avoir laissé sur place les troupes nécessaires, rejoignirent alors Montélimar.
En dépit des hommes de Turenne qui, en petites troupes, sillonnaient tout le pays, Langeac rejoignit la cité des papes. Parti de Malaucène, le 4 août 1394 le prob'homme Pierre Duesens, descendit affolé à Avignon pour porter au Recteur une importante nouvelle : les hommes du Capitaine Bernardon de Serres avaient vu du haut des remparts de la cité dix-sept hommes d'armes caracolant derrière le penon de Raymond de Turenne.
Clément VII décéda le jour même où ses troupes investissaient Châteauneuf-de-Mazenc que venait de quitter le Bâtard de Beaufort. Le 26 septembre 1394 Pons de Langeac partit d'Avignon pour se rendre à Montélimar, laissant s'ouvrir le conclave qui deux jours plus tard élut pape Pedro Martinez de Luna y Gotor, cardinal d'Aragon.
Le 28 septembre, dès son arrivée à Montélimar, le recteur s'informa si les Montiliens étaient présents dans l'armée de la Valdaine. Le bailli pontifical de la cité lui apprit que seuls une quinzaine d'hommes étaient partis. Le consul Pierre Bocher, en dépit de ses dénégations, en fut tenu pour responsable et mis aux arrêts. Le lendemain, Pons de Langeac, ayant menacé les récalcitrants d'une amende de 25 marcs d'argent, vit se regrouper autour de lui vingt-cinq volontaires. Il libéra le consul Pierre Bocher et partit avec eux sur le théâtre des opérations.
Pendant ce temps, une partie des troupes alliées aux pontificaux, les gens d'armes d'Amédée, le Bâtard du Viennois, s'étaient débandés et avaient investi Montélimar. Le 2 novembre 1394, les soudards  querellèrent et molestèrent les habitants. Le consul Pierre Bocher et deux conseillers se rendirent à Châteauneuf-de-Mazenc pour s'en plaindre à Pons de Langeac, Guiran VII de Simiane et à Guillaume, le Bâtard de Poitiers. Le nouveau pape Benoît XIII en profita pour démettre Pons de Langeac de ses fonctions de recteur et le remplaça par Gaston de Moncada, un aragonais. L'indispensable Pierre de Viminetto non seulement conserva la confiance du nouveau recteur mais prit même du grade puisque le 1er mai 1395, devenu régent du comtat à la place de Guiran VII de Simiane, il présida à l'élection des syndics de Carpentras.

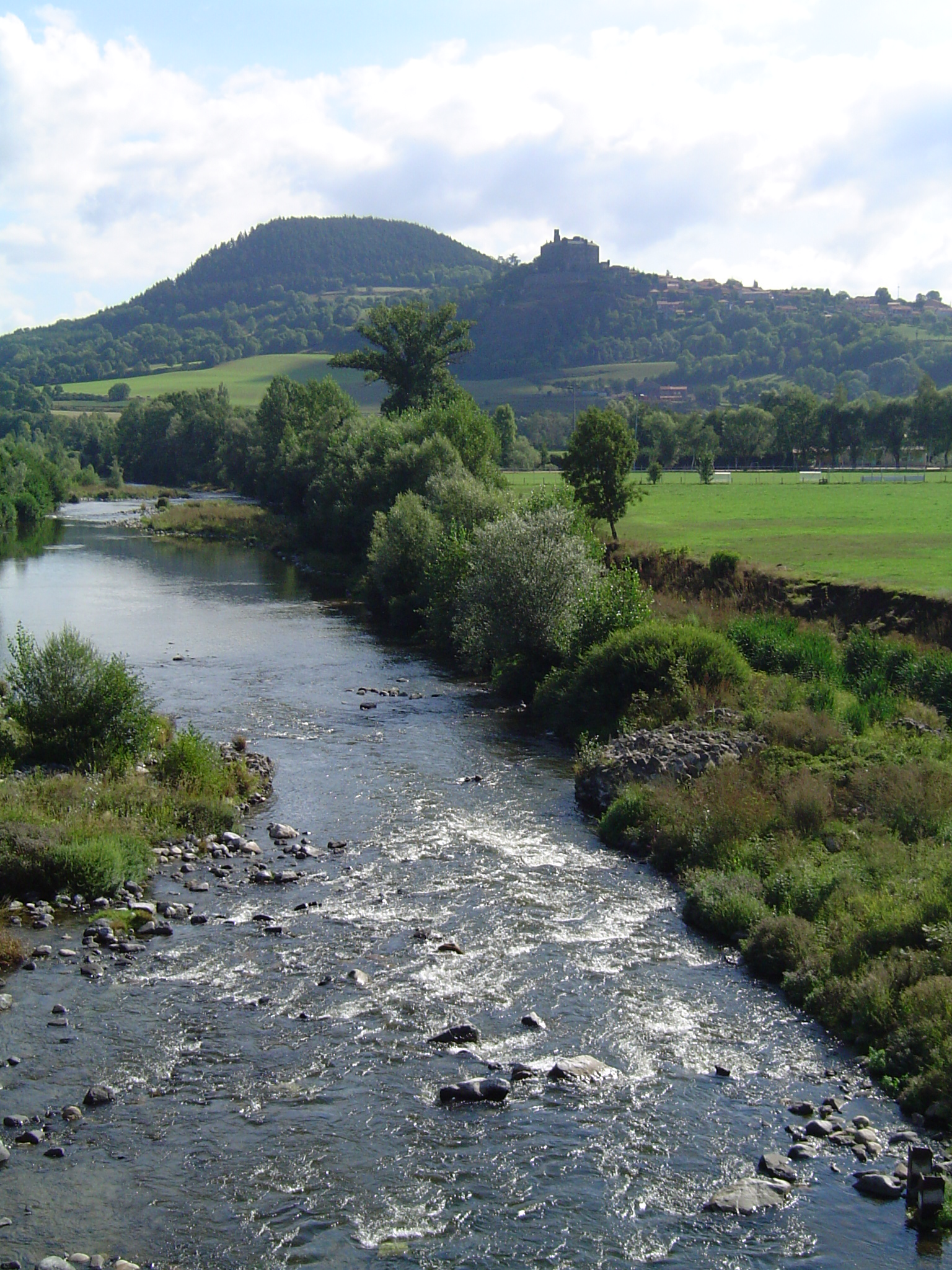
Le château de Bouzols dominant la vallée de la Loire.

Sur ordre, en mars 1397, le sénéchal d'Auvergne et le bailli Chastard de Violet entrèrent dans la vicomté de Turenne et attaquèrent Saint-Céré, dans le but de capturer Raymond de Turenne. Le vicomte donna ordre que tous les capitaines de ses villes, « en frontières de guerres, résidassent continuellement à leur poste ». Le raid mené contre Saint-Céré fut un échec. Immédiatement, le vicomte demanda au Parlement de Paris qu'une information soit diligentée « sur les volleries, pillages, et autres excès fais en la ville de Saint-Céré par messires Pons de Langeac et Chastard de Viollet ».
Mais cette affaire eut des répercussions jusqu'en Provence. Constatant que les soudoyés de Raymond de Turenne placés sous les ordres de Gantonnet d'Abzac et le contrôle de Guy de Pesteils, étaient de plus en plus nombreux dans les comtés de Provence et de Forcalquier, le sénéchal Georges de Marle convoqua l'assemblée des États Généraux à Aix-en-Provence du 20 mai au 14 juin 1397. Pons de Langeac s'y vit octroyer la somme de 1 000 francs par les États pour le récompenser de l'incursion faite dans la vicomté de Turenne, à Saint-Céré. Cette somme lui fut remise par Louis de Forcalquier, seigneur de Céreste, qui se déplaça jusqu'à Paris. Régis Veydarier a publié les attendus de cette dotation : « Item, se deyan pagar per lo dit thesaurier Jaumet Gras, et de las ditas monedas que veran en sa man, a Ponchot de Langiac, per les bons servises que ha fach et fay, persequent mossenhor Raymon de Torena, henemic et rebel del rey Loys, nostre senhor, et del pays, francs mil ».
Mais les deux hommes n'avaient pas fini d'en découdre. Au cours du mois de février 1399 Raymond de Turenne fut assiégé par Pons de Langeac alors qu'il se trouvait dans son château de Bouzols, près du Puy-en-Velay. Cette place forte étant quasi imprenable, le siège s'éternisa, le vicomte réussit à fuir et, peu avant les fêtes de Noël, la garnison du château se rendit par composition.

### Nouveau rectorat
Sollicité pour être à nouveau recteur du comtat, Pons de Langeac rejoignit Carpentras. Il n'allait rester que quelques mois à ce poste. Au cours de septembre 1402, chargé de mettre un terme aux incursions des troupes de Guigue de Montbel, seigneur d'Entremont, et n'ayant que 6 000 florins à sa disposition pour solder les siennes, il jugea préférable d'engager des pourparlers avec l'aventurier. Il transigea avec celui-ci qui accepta cette somme pour se retirer. Elle lui fut remise par les États du Comtat au début de 1403.